# Starman (sång)
Starman är en låt skriven av den brittiske musikern David Bowie som finns med på albumet The Rise and Fall of Ziggy Stardust and the Spiders from Mars och som gavs ut på singelskiva den 14 april 1972.
Den hör till tidernas mest inflytelserika rocklåtar och har haft stor betydelse för framför allt glamrocken.[källa behövs]
Låten handlar om hur en rymdvarelse (starman, ’stjärnman’) kommunicerar med jordens ungdomar genom Bowies alter ego Ziggy Stardust, vars musik sprids över radiovågorna. Texten är skriven utifrån en ung lyssnares perspektiv, som fascineras av musiken.[källa behövs]
Starman blev Bowies första hit sedan Space Oddity, delvis till följd av Bowies framträdande på TV-musikprogrammet Top of the Pops i juli 1972.[källa behövs]